# Punk in Africa
Punk in Africa ist ein dokumentarischer Independentfilm aus dem Jahr 2012 über Punkmusik in Afrika, insbesondere in Südafrika.

## Handlung
Der Film zeichnet die Entstehung der Punkbewegung in Südafrika zur Zeit der Apartheid nach. Seit den 1970er Jahren entstanden insbesondere in Durban und Johannesburg Bands und Künstlerkollektive, die sich gegen das gesellschaftliche Klima der Unterdrückung und des Rassismus wendeten und nach Alternativen suchten. Die Ereignisse im Zusammenhang mit dem Aufstand in Soweto 1976 waren dabei einer der Auslöser.
Die weitere Entwicklung der Punk- und Independent-Musikszene in Südafrika bis nach dem Ende der Apartheid Mitte der 1990er Jahre wird ebenso dargestellt, wie die entstandenen Undergroundszenen in den Nachbarstaaten Simbabwe und Mosambik.
Historische Originalaufnahmen werden gezeigt und Zeitzeugen kommen zu Wort, teils an Originalschauplätzen. Sie berichten von ihren Erfahrungen und damaligen Ambitionen. Interviews und Konzertaufnahmen aus Simbabwe und insbesondere Mosambik kommen im letzten Drittel des Films hinzu.

## Musik
Musik folgender Bands kommt im Film vor: Suck, Wild Youth, Safari Suits, Power Age, National Wake, KOOS, Kalahari Surfers, The Genuines, Hog Hoggidy Hog, Fuzigish, Sibling Rivalry, 340ml (Mosambik), Panzer, The Rudimentals (Simbabwe), Evicted, Sticky Antlers, Freak, LYT, Jagwa Music, Fruits and Veggies, Swivel Foot, u. a.

## Rezeption
Der Film lief 2012 auf einer Reihe Filmfestivals, darunter auf dem New York Film Festival, International Film Festival Rotterdam, Festival do Rio, Durban International Film Festival und Menschenrechts-Dokumentarfilmfestival One World Film Festival in Prag.
2013 wurde der Film als DVD veröffentlicht, in einer internationalen Länderversion ohne Regionalcode und mit englischen, deutschen, spanischen und portugiesischen Untertiteln zur englischsprachigen Tonfassung.